# Komorowo (powiat nidzicki)
Komorowo (niem. Camerau, w latach 1938–1945 Großmuckenhausen) – wieś w Polsce położona w województwie warmińsko-mazurskim, w powiecie nidzickim, w gminie Janowo.
W latach 1975–1998 miejscowość należała administracyjnie do województwa olsztyńskiego.